# Rickenpass
Der Rickenpass verbindet die Linthebene mit dem Toggenburg im Kanton St. Gallen in der Schweiz.

## Geographie
Der Pass liegt auf 805 m ü. M. im auf die politischen Gemeinden Wattwil und Gommiswald aufgeteilten Ort Ricken (bis 2012 – vor der Gemeindefusion – noch zu Ernetschwil gehörend). Der Pass bildet die kulturelle Grenze zwischen dem St. Gallen-orientierten Toggenburg und dem Zürich-orientierten See-Gaster. Je nach Sichtweise heisst es: „Die auf der anderen Seite des Ricken …“
Die Passhöhe wird eingerahmt vom Tweralpspitz (1331 m) im Nordwesten und vom Regelstein (1315 m) im Südosten.

## Verkehr
Die Hauptstrasse 8 führt vom nordöstlich gelegenen Wattwil zur Passhöhe in der Ortschaft Ricken und von dort weiter zum westlich gelegenen Neuhaus. In Ricken zweigt die wenig frequentierte und etwas höher liegende Strasse über den Oberricken ab und führt parallel ebenfalls Richtung Neuhaus. Ebenfalls in Ricken zweigt die Hauptstrasse 427 in südlicher Richtung via Uetliburg und Gommiswald nach Kaltbrunn ab.
Unter dem Ricken führt der über 8 km lange Rickentunnel der Schweizerischen Bundesbahnen durch.

## Geschichte
Der Übergang über den Rickenpass entstand im 11. Jahrhundert zuerst als Saumpfad als Verbindung zwischen St. Gallen und Uznach. Um 1700 wurde der Pfad zu einer Strasse ausgebaut, was damals zu kriegerischen Auseinandersetzungen zwischen den Toggenburgern und der Fürstabtei St. Gallen führte. Bis 1918 führte eine Postkutschenlinie über den Pass, die dann durch einen Autobusbetrieb ersetzt wurde.

## Fussnoten
1. ↑  Franz Auf der Maur (Hrsg.): Bergtäler der Schweiz. Birkhäuser, Basel 1986, ISBN 3-7643-1641-1, S. 102–103.